# Kenta Gallagher
Kenta Gallagher (ur. 22 czerwca 1992 w Sheffield) – brytyjski kolarz górski i przełajowy.

## Kariera
Pierwszy sukces w karierze Kenta Gallagher osiągnął w 2010 roku, kiedy zdobył brązowy medal w kategorii juniorów podczas mistrzostw Wielkiej Brytanii w kolarstwie przełajowym. Rok później w kategorii U-23 był drugi w kolarstwie przełajowym oraz najlepszy w kolarstwie górskim. Na mistrzostwach świata MTB w Canberze w 2009 roku i mistrzostwach świata MTB w Champéry w 2011 roku zajmował dziewiąte miejsce w sztafecie, a na mistrzostwach Europy w Bernie był piąty w cross-country eliminatorze. Ponadto 24 maja 2013 roku w czeskim Novym Měscie po raz pierwszy w karierze stanął na podium zawodów Pucharu Świata w kolarstwie górskim. Stanął tam na najwyższym stopniu podium w eliminatorze, wyprzedzając dwóch Niemców: Christiana Pfäffle i Simona Gegenheimera. Nie brał udziału w igrzyskach olimpijskich.
Gallagher jest pochodzenia angielsko-japońskiego, jego ojciec jest Anglikiem, a matka Japonką.